# Serge Faubert
Serge Faubert, né le 28 octobre 1959, est un journaliste d'investigation français, spécialiste des sectes et des milieux extrémistes. Il a travaillé pour de nombreux médias dont France Télévisions, France-Soir, Le Média, Blast et Pure Politique (qu’il a fondé).

## Biographie

### Formation
Il étudie au lycée Claude-Bernard de 1975 à 1977[réf. nécessaire] puis à l'Université Panthéon-Sorbonne entre 1977 et 1982[réf. nécessaire]. Étudiant, il milite au sein de la Ligue communiste révolutionnaire.
En 1982, il obtient une maîtrise de philosophie.

### Vie professionnelle
Il commence sa carrière de journaliste en 1988 dans l'hebdomadaire L'Événement du jeudi, journal dans lequel il sera promu rédacteur en chef adjoint. Il couvre la guerre en ex-Yougoslavie,.
En 2000, il devient reporter à France Télévisions pour des émissions chez France 2 et France 3.
De 2003 à 2005, il travaille pour l'agence photographique Gamma.
De 2005 à 2006, il est rédacteur en chef puis directeur de la rédaction de France-Soir. De 2007 à 2008, il est rédacteur du site d'actualité bakchich.info. De 2008 à 2009, il est rédacteur en chef chargé du web chez Jeune Afrique.
En 2009, il fonde l'entreprise de média Focus News Production.
Il conseille Jean-Paul Huchon, au sein du cabinet de la présidence de la région Île-de-France. Il est son conseiller spécial entre novembre 2013 et mars 2014.
Entre 2017 et 2018[réf. nécessaire], il enseigne au Centre de formation et de perfectionnement des journalistes.
En 2018, il rejoint la rédaction du Média. Il est présentateur de l'émission « Un p'tit coup de bourbon » qui analyse la politique institutionnelle. Il quitte la rédaction en 2021.
La même année, il rejoint la rédaction de Blast. Il présente l'émission « Un bourbon sinon rien » qui fait de l'analyse politique institutionnelle comme au Média.
En juin 2022, après avoir été licencié de Blast, il crée le média Pure Politique, centré sur l'analyse des partis politiques et des institutions politiques.

#### Licenciement de Blast
Fin mai 2022, un litige oppose Serge Faubert et sa direction concernant un sujet sur Taha Bouhafs. Serge Faubert propose de revenir sur d'anciennes polémiques le concernant, précédant celles de harcèlement sexuel. La rédactrice en chef, Soumaya Benaïssa, déclare : « Son sujet me posait problème, parce qu’il manquait d’éléments. Je lui ai dit qu’on gardait l’information, mais qu’il devait la documenter ». Serge Faubert propose alors une autre version de son émission où les parties considérées litigieuses sont coupées de moitié, et reçoit alors un SMS tardif de Denis Robert lui reprochant un jugement sur Taha Bouhafs — sur son « communautarisme et/ou son islamo-gauchisme » — contrevenant aux valeurs de Blast. Serge Faubert est alors persuadé d'avoir été censuré. Il envoie un courriel à ses collègues faisant part de son désaccord et d'une proposition de création d'une société de journalistes servant de médiateur dans ce genre de cas. Il est alors convoqué pour un entretien préalable à un licenciement et reçoit ensuite une notification de licenciement pour cause réelle et sérieuse de six pages. Denis Robert déclare au Monde : « Je ne voulais pas le virer. Mais il m'a envoyé son avocat. » Denis Robert dément toute censure, arguant d'une critique d'ordre journalistique. Plus tard, Denis Robert tweete : « Dans cette histoire, deux bonnes nouvelles : Blast se sépare d'un élément qui créait des tensions permanentes […] et cette querelle picrocholine crée un nouveau média. »,.

## Publications
- Serge Faubert, Une secte au cœur de la République : les réseaux français de l'Eglise de scientologie, Calmann-Lévy, 1993 (ISBN 978-2-7021-1947-1, lire en ligne)